# Bucephalopsis
Bucephalopsis är ett släkte av plattmaskar. Bucephalopsis ingår i familjen Bucephalidae.
Kladogram enligt Catalogue of Life:
| Bucephalopsis | \| \| Bucephalopsis haimeana \| \| \| \| \| \| Bucephalopsis longovifera \| \| \| \| \| \| Bucephalopsis pusilla \| \| \| \| |
|               | \| \| Bucephalopsis haimeana \| \| \| \| \| \| Bucephalopsis longovifera \| \| \| \| \| \| Bucephalopsis pusilla \| \| \| \| |
|               | Alcicornis |
|               | |
|               | Bucephalus |
|               | |
|               | Dolichoenterum |
|               | |
|               | Dollfustrema |
|               | |
|               | Paurorhynchus |
|               | |
|               | Prosorhynchoides |
|               | |
|               | Prosorhynchus |
|               | |
|               | Rhipidocotyle |
|               | |
|               | Telorhynchus |
|               | |
|               | Bucephalopsis haimeana |
|               | |
|               | Bucephalopsis longovifera |
|               | |
|               | Bucephalopsis pusilla |
|               | |

|  | Bucephalopsis haimeana    |
|  |                           |
|  | Bucephalopsis longovifera |
|  |                           |
|  | Bucephalopsis pusilla     |
|  |                           |